# 白沙茅龙笔
白沙茅龙笔是广东省江门的一种特产，用当地的白茅草制作而成，发明者为陈白沙。目前白沙茅龙笔的制作技术已被评为国家级非物质文化遗产。

## 历史
茅龙笔是新会县著名特产，始于明代中期，至今已有五百多年。发明者是有“岭南一人”之誉的广东大儒陈献章。
《广东新语》有“茅笔”条载：“白沙喜用茅笔，所居圭峰，其茅多生石上，色白而劲，以茅心束缚为笔，作字多朴野之致。”传说，陈白沙在圭峰山讲学时，“山居苦无笔”。那年秋天的一个傍晚，他坐在圭峰山玉台寺前边的一块大石头上看书，忽见石头上一片白茅长得葱茏可爱，便伸手想折一株，却花了很大气力才折断，细看那靠近茅根的断口，露出一束柔韧而富有弹性的白毛，竟与写字的毛笔十分相似，喜出望外，立即摘了一把白茅回家，第二天拿出来晒干，用木棰轻轻砸烂，又放在蚬灰水里浸泡数个时辰，去囊后再晒干，扎成了一束做成笔。他用茅笔蘸上墨水，吸墨饱满；用之写的“笔”字，笔划硬朗，飞白生动，还带有刚阳之气。白沙大喜，就美其名曰“茅龙笔”。
陈白沙对自己创造的茅龙笔感情甚深，尊称为“茅君”。在他的诗中有赞茅龙笔之神奇的诗句：“茅君稍用事，入手称神工”。他晚年病中不能用茅龙笔写字了，概叹曰：“长楫谢茅君，安静以待终。”陈白沙现留下来的书法书迹很多，如《慈元庙碑》（石刻行书）、《“忍”字赞》（木刻行书）、《种萆麻》（纸本手卷，行草书）等。现茅龙笔已入选广东非物质文化遗产名录。
清朝康熙年间新会开始有茅龙笔的专卖店，当时比较有名气的有“捷元斋笔庄”生产的“先贤白沙茅龙笔”。清末（今新会区惠民路）因有大量做笔工场，曾被称为“做笔街”或“笔街”，当时较有名的茅龙笔店还有登元阁、会元阁、文香阁。抗日战争爆发后制笔业开始式微。但白沙茅龙笔依然名声在外。
1978年日本代表团到中国访问时，有代表曾打算买一批白沙茅龙笔回国却发现很难找到。政府因此拨款5万元给新会美术工艺厂，重新发掘白沙茅龙笔制作技术，但不幸的是工艺厂不久转型生产服装。多年后当地出现数家制作白沙茅龙笔的私人工场。其中，曾在工艺厂工作过的张瑞亨也开有自己的作坊，并被认定为国家非物质文化遗产传承人。在2010年上海世博会上，“白沙茅龙笔制作技艺”被选入参加展演。

## 制作方法
白沙茅龙笔以新会區圭峰山的圭峰茅草为材料。茅草经过选裁、锤砸、浸泡、刮青削草、捆扎装饰等多道工序制作成笔。不同时节的茅草浸泡所需时间不同，如时间过长会损坏茅草的纤维，影响笔的寿命，时间过短则笔的书写效果不好。这都要在制作时凭经验判断。茅龙笔虽然工序简单，但每支笔依然需要一个月的周期。
陈白沙原来的制笔技术早已失传，目前的白沙茅龙笔是后人经过反复推敲重新建立起来的。由于历史原因，不同作坊的工艺略有差别。